# Ricky Tulenge
Ricky Tulenge Sindani est un footballeur international congolais qui évolue au poste de milieu de terrain.

## Biographie

### En club
Lors de la saison 2014-2015, il inscrit 17 buts en deuxième division congolaise avec le club de l'Arc-en-Ciel Kinshasa.
Par la suite, avec le club du DCMP Imana, il inscrit plus de 30 buts en première division congolaise, en quatre saisons.
En juin 2019, il signe pour trois saisons en faveur du club marocain de la Difaâ El Jadida. Mais, peu de temps après, de retour d'un stage en Turquie, le joueur disparaît des radars. Il souhaite en effet ne plus jouer avec le club marocain, et désire s'engager avec l'AS Vita Club.
Finalement, après moult négociations, il s'engage officiellement en faveur de l'AS Vita Club, le 2 février 2020, pour un contrat de trois ans. Le montant du transfert est estimé à 100 000 dollars. Il porte le dossard n°11 au sein de sa nouvelle équipe.

### En équipe nationale
Il joue son premier match en équipe de RD Congo le 6 novembre 2015, en amical contre la Zambie.
Il participe ensuite au championnat d'Afrique des nations 2016 organisé au Rwanda. Lors de cette compétition, il joue cinq matchs. La RD Congo remporte le tournoi en battant le Mali en finale, sur le score sans appel de 3-0.

## Palmarès
- Vainqueur du championnat d'Afrique des nations en 2016 avec la RD Congo